# Ugrin
Ugrin je priimek več znanih Slovencev:
- Petar Ugrin (1944—2001), trobentač, prejemnik nagrade Prešernovega sklada
- Peter Ugrin (*198#?), violinist (jazzovski...)
- Tea Ugrin (*1998), ilalijanska telovadka iz Trsta